# Hegyi Gyula (labdarúgó)
Hegyi Gyula (1954. –) magyar  bajnok labdarúgó, hátvéd.

## Pályafutása
Az Újpesti Dózsa csapatában mutatkozott be az élvonalban 1976. április 10-én a Zalaegerszeg ellen, ahol csapata 2–1-re kikapott. 1976 és 1979 között csak az 1975–76-os és az 1977–78-as idényben kapott egy-egy alkalommal játékelehetőséget. Utóbbi szezonban így a bajnokcsapat tagja lett. 1978 és 1980 között a Csepel labdarúgója volt. 33 bajnoki mérkőzésen két gólt szerzett. Utolsó élvonalbeli bajnoki mérkőzésen a Rába ETO ellen 1–1-es döntetlen született. 1980 novemberében a Csepel zágrábi mérkőzéséről nem tért haza.

## Sikerei, díjai
- Magyar bajnokság
  - bajnok: 1977–78
  - 3.: 1975–76